# Дворачик, Хоуп
Хоуп Дворачик (англ. Hope Dworaczyk; род. 21 ноября 1984, Порт-Лавака) — американская фотомодель.

## Биография
Хоуп Дворачик родилась 21 ноября 1984 года в городе Порт-Лавака, Техас, США. Окончила среднюю школу Хоуп. Получила известность в апреле 2009 году, когда стала «Playmate of the Month» журнала «Playboy», а затем в 2010 году стала «Playmate of the Year». Работала с лейблом «Versace» в Токио, Милане, Лондоне, Нью-Йорке. Она является сопродюсером передачи «Inside Fashion» на канадском канале «E! channel». С 2010 года Хоуп также снимается в кино. В 2012 году приняла участие в телепередаче знакомств «The Choice» канала «Fox».

## Личная жизнь
С 25 июля 2015 года Хоуп замужем за Робертом Смитом. У супругов есть два сына — Хендрикс Роберт Смит (род.19.12.2014) и Ледженд Роберт Смит (род. 14.03.2016).

## Фильмография
| Год  |     | Русское название         | Оригинальное название | Роль    |
| ---- | --- | ------------------------ | --------------------- | ------- |
| 2010 | кор | Автобусы                 | The Bus               | девушка |
| 2011 | ф   | Нет мужчин - нет проблем | Without Men           | Надя    |
| 2013 | ф   | Дела с идиотами          | Dealin' with Idiots   | Анджела |